# Echiochilon callianthum
Echiochilon callianthum är en strävbladig växtart som beskrevs av E. Lönn. Echiochilon callianthum ingår i släktet Echiochilon och familjen strävbladiga växter. Inga underarter finns listade i Catalogue of Life.